# Piacenza d’Adige
Piacenza d’Adige ist eine nordostitalienische Gemeinde (comune) mit 1228 Einwohnern (Stand 31. Dezember 2023) in der Provinz Padua in Venetien. Die Gemeinde liegt etwa 40 Kilometer südwestlich von Padua und etwa 20 Kilometer westnordwestlich von Rovigo an der Etsch und grenzt unmittelbar an die Provinz Rovigo.

## Verkehr
Zurzeit (2012) wird die Autostrada A31 von Vicenza Richtung Rovigo ausgebaut und führt dann auch durch das Gemeindegebiet. Einen Autobahnanschluss wird es denn auch geben.